# Despotato di Serbia
Il Despotato di Serbia (in serbo Српска Деспотовина?, Srpska Despotovina), era uno stato vassallo dell'Impero ottomano, nell'area dell'attuale Serbia.
Anche se la Battaglia del Kosovo del 1389 viene considerata generalmente la fine dello stato medievale serbo, il Despotato, successore dell'Impero serbo e della Serbia Moravica sopravvisse per altri 70 anni quale esperienza di rinascimento culturale e politico dell'area nella prima metà del Quattrocento prima della conquista ottomana nel 1459.

## Storia

### Origini del Despotato
Dopo l'uccisione del principe Lazzaro nella Battaglia del Kosovo del 28 giugno 1389 suo figlio Stefan Lazarević gli succedette. Essendo ancora in minore età, sua madre la principessa Milica governò in suo nome come reggente. Donna abile diplomatica, ella riuscì a bilanciare l'influenza dell'Impero ottomano dopo i tumulti della battaglia del Kosovo. Ella riuscì a maritare sua figlia Olivera al sultano turco Bayezid I.
Poco tempo dopo lo scontro, nel 1390/91, la Serbia divenne un vassallo dell'Impero ottomano, pertanto Stefan Lazarević venne obbligato a prendere parte alle battaglie ove la sua presenza era richiesta coi suoi eserciti dal sultano ottomano. Così egli prese parte alla Battaglia di Rovine nel maggio del 1395 contro il principe Mircea I di Valacchia ed alla Battaglia di Nicopoli del 1396 contro il re Sigismondo d'Ungheria. Dopo di questo, il sultano Bayezid conferì a Stefan la maggiore età ed il governo delle terre che erano state di Vuk Branković nel Kosovo, dal momento che proprio Branković si era schierato col re ungherese a Nicopoli.
Quando i mongoli penetrarono nel reame ottomano, Stefan Lazarević prese parte alla Battaglia di Ankara del 1402 ove gli ottomani vennero sconfitti ed il sultano Bayezid venne catturato. Tornando in Serbia, Stefan fece visita a Costantinopoli dove l'imperatore bizantino Manuele II Paleologo gli garantì il titolo di despota. Negli anni precedenti, questo titolo veniva concesso ad un incaricato della reggenza di uno stato vassallo, ma dal momento che l'Impero bizantino era troppo debole per ottenere tale ruolo in Serbia, essa non fu difatti uno stato vassallo di Costantinopoli e Stefan Lazarević colse l'occasione di questo titolo per identificarsi come monarca di Serbia, dal momento che i suoi domini divennero noti col nome di Despotato di Serbia.

### Stefan Lazarević

#### Il consolidamento
Già a Costantinopoli, Stefan ebbe uno scontro con suo nipote Đurađ Branković, figlio di Vuk Branković che lo accompagnava e venne arrestato dalle autorità bizantine. Il fratello di Stefan, Vuk Lazarević, era anch'egli membro della scorta che accompagnava il despota nel suo ritorno al Kosovo quando vennero attaccati dall'esercito di Brankovic presso Tripolje, presso il Monastero di Gračanica. Vuk capeggiò l'esercito di Lazarević, che si dimostrò vittorioso, ma raggiungendo Novo Brdo, i due fratelli ebbero una disputa e Vuk passò alla parte ottomana del nuovo sultano Suleyman (I) Çelebi.
Dovendo trovarsi a fare i conti con l'Impero ottomano, nel 1404 Stefan accettò il vassallaggio del re d'Ungheria Sigismondo che gli concesse il governo della città di Belgrado e pertanto essa divenne la capitale della Serbia in quanto tutte le precedenti capitali dell'area (Skopje, Priština, Prilep e Kruševac) si trovavano occupate dai turchi.
Gli anni successivi vennero marcati dalla vita personale di Stefan. Egli tentò di liberare sua sorella Olivera vedova del sultano defunto, nel 1404 fece pace con suo fratello Vuk e nel 1405 sposò Katilina Gatiluzzi, figlia di Francesco II Gattilusio, governante dell'isola greca di Lesbo. Nel 1405 morì su madre Milica.
Nel 1408 i due fratelli Stefan e Vuk ebbero nuove dispute, e pertanto sia il sultano che la famiglia Branković attaccarono Stefan nel 1409. Assediato a Belgrado, Stefan concordò di concedere la parte meridionale della Serbia a suo fratello e di accettare il vassallaggio ottomano. Il fratello di Solimano, Musa si ribellò contro il sultano e Stefan colse l'occasione per schierarsi dalla parte di Musa nella battaglia di Kosmidion del 1410, presso Costantinopoli. L'esercito di Musa venne sconfitto e Solimano inviò Vuk e Lazar Branković in Serbia prima del ritorno di Stefan, ma entrambi vennero catturati dai sostenitori di Musa e decapitati nel luglio di quell'anno. Da Costantinopoli, l'imperatore Manuele II confermò a Stefan i suoi diritti despotici e questi poté fare ritorno a Belgrado annettendosi anche le terre che aveva forzosamente dovuto cedere al fratello Vuk.

Il Despotato di Serbia all'epoca di Stefan Lazarević (1422).

Quando Musa si autoproclamò sultano nella parte europea dell'Impero ottomano, egli attaccò la Serbia nel 1412 ma venne sconfitto da Stefan presso Novo Brdo in Kosovo. Stafan quindi invitò il governante della parte anatolica dell'impero, il sultano Mehmed Çelebi, ad attaccare insieme Musa. Assicuratosi l'aiuto degli ungheresi, Stefan ed il sultano anatolico attaccarono Musa a Çamurlu, presso la montagna di Vitosha (attuale Bulgaria) e lo sconfissero uccidendolo in battaglia. Come ricompensa, Stefan ricevette la città di Koprijan presso Niš (Niš stessa rimase nelle mani degli ottomani) e l'area serbo-bulgara di Znepolje. Per gli anni restanti del suo regno, Stefan rimase in ottimi rapporti con Mehmed, che rese possibile il recupero delle tradizioni della serbia medievale.
Il 28 aprile 1421, il nipote di Stefan e governante di Zeta, Balša III morì lasciando le sue terre a suo zio. Con queste acquisizioni territoriali dal Regno d'Ungheria (Belgrado, Srebrenica, etc.), la Serbia tornò ad essere uno dei territori principali dell'area come prima della Battaglia del Kosovo.

#### Il rinascimento
Stefan Lazarević fu, oltre che reggente despota del territorio serbo, anche poeta, letterato ed artista, inaugurando un periodo di rinascimento in Serbia. Lo stesso Lazarević contribuì direttamente con una delle opere letterarie medievali più importanti della Serbia dal titolo Slovo ljubve ('La parola amore'), radunando presso di sé una delle più fornite biblioteche dell'area dei Balcani per l'epoca. Oltre alla stabilità politica, l'abilità di Stefan fu quella di mantenersi a distanza sia dall'Impero ottomano che dal Regno d'Ungheria, aiutato sia dalle ricche miniere d'argento di Srebrenica e Novo Brdo (alcune tra le più ricche dell'Europa del tempo), sia perché Belgrado era divenuta in breve tempo una delle più grandi città d'Europa, sfiorando i 100.000 abitanti.

### Đurađ Branković

#### Il primo governo
Dal momento che il despota Stefan non ebbe figli, già dal 1426 egli dispose che alla sua morte il despotato sarebbe passato a suo nipote, Đurađ Branković, che difatti gli succedette il 19 luglio 1427. Già seconda figura più importante negli ultimi 15 anni di governo di suo zio, egli venne confermato despota dall'imperatore bizantino Giovanni VIII Paleologo nel 1429.
Come immediato risultato della morte di Stefan, la Serbia dovette restituire Belgrado al Regno d'Ungheria dal momento che questa l'aveva donata a Stefan come omaggio personale. Dal momento che le ricche città meridionali (come Novo Brdo) erano troppo vicine ai domini ottomani per essere dichiarate nuove capitali, Đurađ decise di costruirne una nuova nella magnifica fortezza di Smederevo, presso il Danubio, al confine col Regno d'Ungheria. Costruita tra il 1428 ed il 1430, Smederevo divenne ben presto luogo di molte problematiche storiche per la regione, in particolare relativamente alla moglie di Đurađ, Jerina. Essendo di origini greche ed essendo suo fratello molto influente sul nuovo despota, la popolazione locale iniziò ad odiare ben presto Jerina, attribuendole molte caratteristiche viziose e demoniache tra cui quella di aver voluto la costruzione di Smederevo quale proprio capriccio. Nella poesia popolare, Jerina è protagonista della satira Prokleta Jerina (la dannata Jerina), ma nulla di tutto ciò è stato confermato con elementi storici.

#### La temporanea occupazione ottomana
Il periodo di relativa pace si concluse nel 1438 quando l'esercito ottomano, capeggiato dal sultano Murad II in persona, attaccò e saccheggiò la Serbia. Il despota Đurađ fuggì in Ungheria nel maggio del 1439, lasciando la reggenza a due uomini di sua fiducia, a suo figlio Grgur Branković ed al fratello di Jerina, Toma Kantakuzin. Dopo tre mesi di assedio, Smederevo cadde il 18 agosto 1439, mentre Novo Brdo, 'madre di tutte le città' venne conquistata il 27 giugno 1441. A questo punto l'unica parte rimasta libera della Serbia era il despotato di Zeta. Il primo governatore ottomano della Serbia fu Ishak-Beg che nel 1443 venne rimpiazzato da Isa-Beg Isaković.

#### La riconquista ad opera di Đurađ Branković
In Ungheria, Đurađ Branković cercò di attirare dalla propria parte i capi ungheresi per espellere gli ottomani dal suo territorio, pertanto si formò una coalizione di ungheresi cristiani (capeggiati da Giovanni Hunyadi), serbi e rumeni (sotto Vlad II Dracul) che avanzò in Serbia e Bulgaria nel settembre del 1443, e la Serbia nello specifico venne completamente restaurata al governo di Đurađ con la Pace di Szeged del 15 agosto 1444. Quanto fosse poi difficile sopravvivere in un'area influenzata da grandi potenze locali lo dimostrò il fatto che nel 1447-48 Đurađ venne costretto ad inviare dei fondi ai bizantini per riparare le mura cittadine di Costantinopoli, pur essendo ufficiosamente anche vassallo ottomano, dal momento che il sultano Mehmed II lo costrinse a prendere parte alla sua conquista di Costantinopoli nel maggio del 1453. L'anno successivo, Mehmed II attaccò la Serbia, prendendo Novo Brdo nel 1455, mentre nel 1456 il despota Đurađ riuscì a riprendersi la parte meridionale della Serbia prima di morire, il 24 dicembre 1456 a Smederevo.

### Lazar Branković
Lazar Branković, che succedette a suo padre Đurađ come despota, aveva visto come la Serbia fosse troppo debole per poter sopravvivere e che era impossibile sconfiggere gli ottomani in campo aperto. Egli cercò pertanto di stilare un accordo col sultano Mehmed II il 15 gennaio 1457. Secondo le linee di questo accordo, Lazar ottenne la riconferma di gran parte delle terre di suo padre e la promessa che la Serbia non sarebbe stata più disturbata dagli ottomani sino alla morte di Lazar, che in cambio si impegnava a pagare un regolare tributo all'Impero ottomano. Sollevatosi dai problemi a sud, Lazar si rivolse agli scontri interni con gli ungheresi a nord riuscendo a strappare a questi ultimi la città di Kovin e la riva sinistra del Danubio nel 1457. Lazar morì il 20 gennaio 1458.

### La reggenza e Stefan Branković

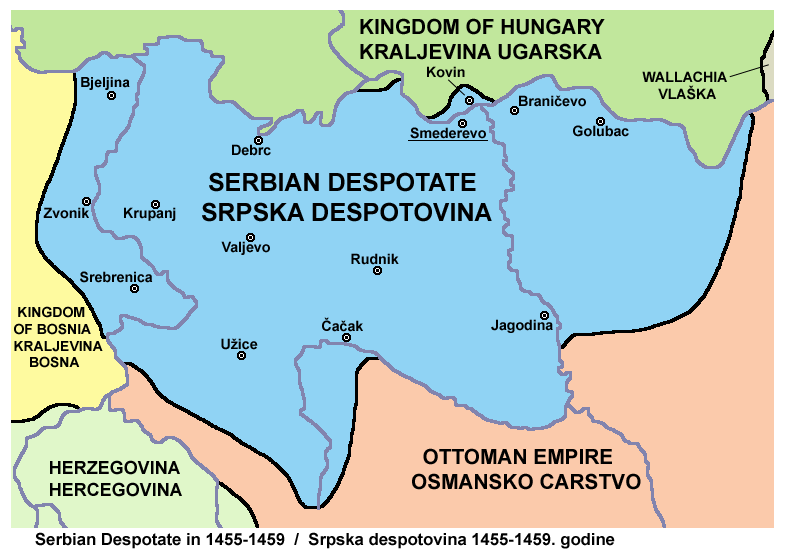

Lazar Branković non aveva avuto figli ed alla sua morte si formò una reggenza composta da tre membri: il fratello cieco di Lazar, Stefan Branković, la vedova di Lazar Elena Paleologa e Mihailo Anđelović, già 'governatore della Rascia'. Dopo che Anđelović ebbe guidato segretamente una compagnia di ottomani nella fortezza di Smederevo, egli venne imprigionato nel marzo del 1458 e Stefan divenne despota di diritto. L'anno successivo, Stefan optò per il matrimonio di sua nipote, Maria (figlia di Lazar), con Stjepan Tomašević. Dopo che Stjepan Tomašević ebbe sposato Marija, egli si autoproclamò nuovo despota il 21 marzo 1459, esiliando l'ex despota Stefan in Ungheria dall'8 aprile di quell'anno.

### Stjepan Tomašević e la caduta del despotato
Stjepan Tomašević è considerato uno dei regnanti più sfortunati di Serbia nell'età medievale perché perse la Serbia (1459) e la Bosnia (1463) cedendole agli ottomani. La sua nomina a nuovo despota venne vista malissimo dalla popolazione locale, ma venne fortemente voluta da suo padre, il re Stjepan Tomaš di Bosnia. A quell'epoca la Serbia era stata ridotta ad una striscia di terra che circondava la fortezza di Smederevo, ed il sultano Mehmed II decise di conquistarla completamente giungendo in breve tempo a Smederevo; il nuovo regnante non provò nemmeno a difendere la città. Dopo alcuni negoziati, ai bosniaci venne concesso di abbandonare la città e la Serbia venne ufficialmente conquistata dai turchi il 20 giugno 1459.

### Il despotato in esilio

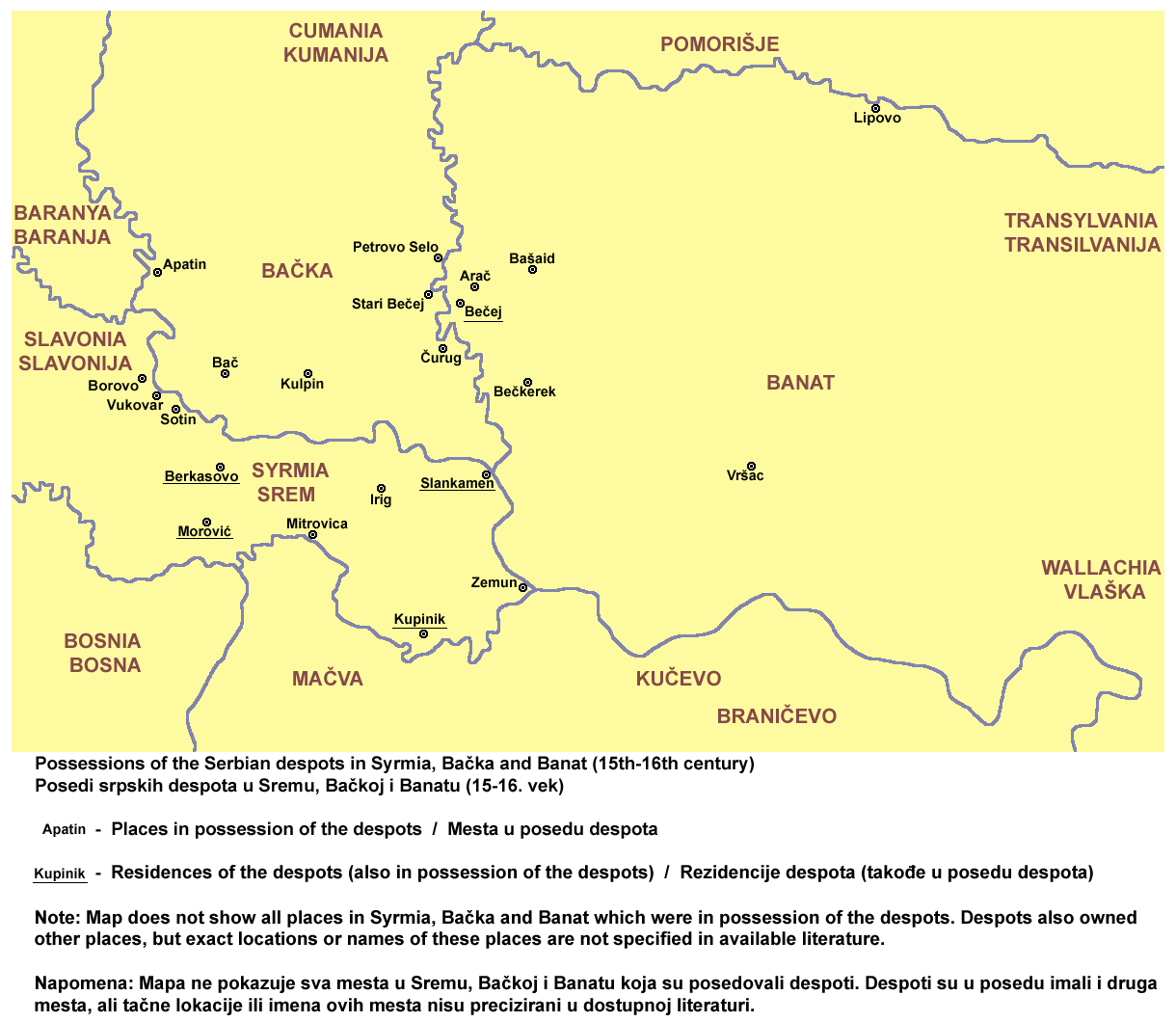

Nel 1404 il re ungherese Sigismondo concesse parte della Syrmia, del Banato e di Bačka al despota serbo Stefan Lazarević perché le governasse, venendo poi succeduto da Đurađ Branković. Dopo che gli ottomani ebbero conquistato il Despotato di Serbia nel 1459, i despoti della casa dei Brancovic in esilio continuarono a mantenere il loro controllo sulle loro terre ungheresi ed in pretesa continuarono a definirsi anche despoti di Serbia. La residenza dei despoti venne fissata a Kupinik (moderna Kupinovo). I despoti successori furono: Vuk Grgurević (1471–1485), Đorđe Branković (1486–1496), Jovan Branković (1496–1502), Ivaniš Berislavić (1504–1514) e Stjepan Berislavić (1520–1535). L'ultimo titolare del despotato serbo a Syrmia, Stevan Berislav, si spostò dal 1522 in Slavonia, dal momento che Kupinik si trovava assediata dalle forze ottomane.